# Jolivet (Meurthe-et-Moselle)
Jolivet település Franciaországban, Meurthe-et-Moselle megyében. Lakosainak száma 889 fő (2022. január 1.). Jolivet Bienville-la-Petite, Bonviller, Chanteheux, Croismare, Lunéville és Sionviller községekkel határos.

## Népesség
A település népességének változása:
| Lakosok száma | 412  | 845  | 834  | 776  | 899  | 903  | 904  | 896  | 894  | 889  |
|               | 1968 | 1982 | 1990 | 2006 | 2013 | 2015 | 2017 | 2019 | 2020 | 2022 |